# Schmuel Persow
Schmuel Dawidowitsch Persow (russisch Самуил Давидович Персов Samuil Dawidowitsch Persow; geboren 1890 in Potschep; gestorben am 23. November 1950 in Moskau) war ein sowjetischer Schriftsteller, der in Jiddisch schrieb und Mitglied des Jüdischen Antifaschistischen Komitees (JAFK) war.

## Leben
Schmuel Persow wurde als Sohn eines Händlers und jüdischen Lehrers (Melamed) 1890 in Potschep, das damals zum Gouvernement Tschernigow im Russischen Kaiserreich gehörte, geboren. 1905 schloss er sich dem Bund an. Mit 16 Jahren emigrierte er in die USA. Dort begann er 1909 für die radikale Zeitschrift Fraye Arbeter Shtime Artikel zu schreiben. Nach der Februarrevolution 1917 kehrte er nach Russland zurück. Hier schrieb er in Jiddisch sowohl Artikel über Ökonomie als auch Sketche und Kurzgeschichten und half bei der Gründung der jiddischen Sektion der Moskauer Vereinigung proletarischer Schriftsteller. Hauptsächlich schrieb er aber Dokumentargeschichten wie die 1935 erschienene Mentshn fun metro – Menschen der Metro.
Nach dem deutschen Überfall auf die Sowjetunion wurde Schmuel Persow Mitglied des Jüdischen Antifaschistischen Komitees. Nach Kriegsende wurde er, wie alle führenden Mitglieder, 1949 verhaftet. Bereits Ende 1950 wurde ihm der Prozess gemacht und er wurde am 23. November 1950 hingerichtet; 2 Jahre bevor die Mehrzahl der JAFK-Führung ermordet wurde.